# Talitha Bateman
Pour les articles homonymes, voir Bateman.
Talitha Bateman est une actrice américaine, née le 4 septembre 2001 à Turlock dans le comté de Stanislaus en Californie.
Elle est principalement connue pour son rôle d'Alexis Logan dans la série Away sur Netflix.

## Biographie
Talitha Bateman naît à Turlock dans le comté de Stanislaus en Californie. Elle est la sœur de l'acteur Gabriel Bateman. Elle est l'avant-dernière d'une famille de huit enfants.

### Carrière
Elle débute dans le court-métrage, Life Grows On. En 2014, elle obtient un petit rôle dans le film La Cinquième Vague porté par Chloë Grace Moretz, Nick Robinson et Alex Roe, sorti en 2016.
En juin 2016, elle obtient le rôle de Janice dans le film d'horreur Annabelle 2 : La Création du mal réalisé par David F. Sandberg, sorti en 2017 aux côtés de Stephanie Sigman, Anthony LaPaglia, Miranda Otto et Lulu Wilson.
Le 8 août 2019, elle décroche le rôle d'Alexis Logan, fille d'Emma Green, une astronaute interprété par Hilary Swank et de Matt Logan, ingénieur à la NASA interprété par Josh Charles dans la série Away créée par Andrew Hinderaker et produit par Jason Katims, Matt Reeves, Hilary Swank et Jessica Goldberg (en). La série est diffusée depuis le 4 septembre 2020 sur Netflix.

## Filmographie

### Cinéma
| Année | Titre                            | Rôle           | Type          |
| ----- | -------------------------------- | -------------- | ------------- |
| 2014  | Life Grows On                    | Petite-fille   | Court-métrage |
| 2014  | The Hive                         | Kayla          | Long-métrage  |
| 2014  | We Make That Lemonade            | Beef           | Court-métrage |
| 2016  | La Cinquième Vague               | Teacup         | long-métrage  |
| 2016  | Ma vie de chat (Nine Lives)      | Nicole         | Long-métrage  |
| 2016  | So B. It                         | Heidi DeMuth   | Long-métrage  |
| 2017  | Annabelle 2 : La Création du mal | Janice         | Long-métrage  |
| 2017  | Vengeance                        | Bethie Maguire | Long-Métrage  |
| 2017  | Geostorm                         | Hannah         | Long-Métrage  |
| 2018  | Love, Simon                      | Nora Spier     | Long-Métrage  |
| 2019  | Countdown                        | Jordan Harris  | Long-Métrage  |
| 2019  | Robert the Bruce                 | Richard Gray   | Long métrage  |

### Télévision
- 2013 : The Middle : Girl Glossner (1 épisode)
- 2014 : Maker Shack Agency : Cheer leader (1 épisode)
- 2014 : Les Enfants du péché : Nouveau Départ : Emma / fille au BBQ (téléfilm)
- 2015 : Hart of Dixie : Scarlett Kincaid (3 épisodes)
- 2016 : Mamma Dallas :
- 2019 : New York, unité spéciale : Laura Moore (saison 20, épisode 13)
- 2020 : Away : Alexis 'Lex' Logan (rôle principal)